# Karácsonyi krónikák: Második rész
A Karácsonyi krónikák: Második rész (eredeti cím: The Christmas Chronicles 2) 2020-ban bemutatott amerikai karácsonyi-filmvígjáték, melyet Chris Columbus rendezett. A 2018-as Karácsonyi krónikák című film folytatása. A főszerepben Kurt Russell, mint Mikulás, valamint Judah Lewis, Darby Camp és Kimberly Williams-Paisley látható.
A filmet 2020. november 15-én mutatták be a Netflixen.

## Cselekmény
Két év telt el azóta, hogy Kate (Darby Camp) segített a Mikulásnak visszaszerezni a szánját és a rénszarvasokat, miután bátyjával karácsonykor felvették őt kamerával. A ma már cinikus Kate Pierce (Darby Camp) tinédzser boldogtalan, mert a családi karácsonyt a mexikói Cancúnban kell tölteni anyjával, Claire-rel (Kimberly Williams-Paisley), testvérével, Teddy-vel (Judah Lewis), anyja új barátjával, Bobbal (Tyrese Gibson) és annak fiával, Jackkel (Jahzir Bruno). Odahaza akar lenni, ahol havazik, ami sokkal jobban hasonlít az igazi karácsonyra. Kate úgy dönt, titokban megszökik, a korai repülőgéppel elindulva haza Bostonba. Elcsíp egy transzfert, amire Jack is fellopakodik. Váratlanul az északi sarkra szállítja őket a sofőr, Belsnickel (Julian Dennison), egy aljas manó.
Az Északi-sarkon az átfagyott gyerekekre talál a Mikulás (Kurt Russell), majd hazaviszi őket otthonába. Az átmelegedett gyerekeknek, Mikulásné (Goldie Hawn) megmutatja Mikulásfalvát. Ám mikor Kate és Jack lefeküdt aludni, Belsnickel és követője, Speck (Debi Derryberry) kísérletet tesz a falu elpusztítására. Mikulásné elmondja a gyerekeknek a török télapó eredetét és azt, hogyan mentette meg a manókat a kihalástól. A Télapó befogadta Belsnickelt. Amint felnőtt, és kevesebb idejük volt rá, szemtelen lett, emberré változott és elszakadt tőlük.
Belsnickel szabadon engedi Jolát, a Jul macskát, aki megtámadja a rénszarvasokat, végül megsebesíti Táltost. Belsnickel bájitalt bocsát ki a falura, ami miatt a manók megőrülnek. Ellopja a Mikulást és manóit védő karácsonyi csillagot a fa tetejéről. A Mikulás és a többiek szembeszállnak vele. A Mikulás megpróbálja visszavenni a csillagot, de a küzdelem során a csillag megsemmisül, ezáltal a falu fényei kialszanak. A manók hógolyó-harcot indítanak.
Télapó és Kate Törökországba utazik, hogy a Hakan (Malcolm McDowell) vezette erdei manók új csillagot építsenek. Jack elmegy gyökeret szerezni az őrült manók gyógyítására, míg Mikulásné Táltost ápolja. Kate és a Mikulás megtalálja azokat a manókat, akik meg tudják építeni az új csillag burkolatát, majd a Mikulás megidézi bele a Betlehemi csillag erejét.
A faluba repülés közben Belsnickel utoléri őket, ellopja a csillagot és visszaküldi őket 1990 Bostonjába.
Jack megtalálja a gyökeret, és elviszi Mikulásnénak. Kate megkísérel AAA elemeket vásárolni Belsnickel időutazós készülékéhez, ami most ő és a Mikulás birtokában van a bostoni repülőtéren. A repülőtér biztonsági tagja (Patrick Gallagher) azonban őrizetbe veszi a Télapót. Azonban egy másik gyerek (akiről később kiderül, hogy az apja, Doug), segít megszöktetni. Egy Grace (Darlene Love) nevű munkás segítségével a Télapó mindenkit arra késztet, hogy mindenki karácsonyi dalt énekeljen. A karácsonyi hangulatban a Mikulás beteszi az elemeket, visszamennek a jövőbe és megszerzik a csillagot.
Mikulásné por állagúvá alakította a gyökeret. Jack a hóágyúkig harcolja magát, belehelyezi a port és a manók felé lövi, amitől azok helyreállnak. Télapó és Kate visszamegy a faluba, Belsnickel üldözni kezdi őket. Táltos felépül és segít a Mikulásnak Jola legyőzésében. Kate a fa tetejére helyezi a csillagot, amitől helyreáll a falu hatalma. A télapó átadja  Belsnickelnek az első játékát, amelyet közösen építettek, ettől újra manóvá alakul.
Mikulás visszarepíti Kate-et és Jacket Cancúnba, ahol tájékoztatják Teddy-t az izgalmas kalandjukról, Kate pedig egyre jobban kezdi elfogadni Bobot.
Az utolsó jelenetben Kate, családja és az Északi-sarkon mindenki az "O karácsonyfát" énekli.

## Szereplők
| Szereplő                      | Színész                   | Magyar hang                              | Leírás                                                                            |
| ----------------------------- | ------------------------- | ---------------------------------------- | --------------------------------------------------------------------------------- |
| Mikulás / Szent "Miki" Miklós | Kurt Russell              | Sörös Sándor Gerdesits Ferenc (énekhang) | Mágikus alak, aki ajándékokat hoz az embereknek, miközben alszanak.               |
| Mikulásné                     | Goldie Hawn               | Kovács Nóra                              | Télapó felesége                                                                   |
| Kate Pierce                   | Darby Camp                | Csíkos Léda                              | Egy kislány, aki korábban segített a Mikulásnak.                                  |
| Teddy Pierce                  | Judah Lewis               | Nagy Gereben                             | Kate bátyja.                                                                      |
| Claire Pierce                 | Kimberly Williams-Paisley | Mahó Andrea                              | Nővér, Kate és Teddy édesanyja.                                                   |
| Jack Booker                   | Jazhir Bruno              | Szefcsik Leo                             | Bob Booker fia                                                                    |
| Belsnickel                    | Julian Dennison           | Czető Ádám                               | Mikulás által befogadott manó, aki szélhámos és emberré változott.                |
| Bob Booker                    | Tyrese Gibson             | Zöld Csaba                               | Claire új barátja.                                                                |
| Grace                         | Darlene Love              | Szulák Andrea                            | A bostoni repülőtér dolgozója 1990-ben.                                           |
| Doug Pierce fiatalon          | Sunny Suljic              | Sándor Barnabás                          | Kate és Teddy néhai apjának fiatalabb változata, akivel Kate 1990-ben találkozik. |
| Rendőr                        | Patrick Gallagher         | ?                                        | Az 1990-es állami rendőrség járőre, aki őrizetbe veszi a Mikulást.                |
| Szereplő                      | Eredeti hang              | Magyar hang                              | Leírás                                                                            |
| Hakan                         | Malcolm McDowell          | ?                                        | Az erdei manók törökországi vezetője.                                             |
| Hugg                          | Andrew Morgado            | Szabó Endre                              |                                                                                   |
| Fleck és Speck                | Debi Derryberry           | német nyelven                            |                                                                                   |
| Mina                          | Jessica Lowe              | német nyelven                            |                                                                                   |
| Bjorn                         | Michael Yurchak           | német nyelven                            |                                                                                   |
| Jojo                          | Kari Wahlgren             | német nyelven                            |                                                                                   |

### További magyar hangok
- Papucsek Vilmos, Csúz Lívia, Rigler Renáta, Mezei Kitty, Bálint Adrienn, Bor László, Nagy Sándor, Hám Bertalan, Kereki Anna, Petridisz Hrisztosz, Fehérváry Márton, Balogh Anna

## Gyártás
2020. május 14-én bejelentették, hogy a Karácsonyi krónikák 2 címet viselő folytatáson megkezdődtek az utómunkálatok. Az eredeti rendező, Clay Kaytis nem tért vissza, helyére Chris Columbus került, aki az első rész producere volt. Kurt Russell, Goldie Hawn, Darby Camp, Kimberly Williams-Paisley és Judah Lewis ismét betöltik szerepüket, míg Tyrese Gibson, Julian Dennison és Jahzir Bruno újonnan csatlakoztak.